# Relax (canción)
«Relax» —en español: Relajarse— es el sencillo debut del grupo británico de dance Frankie Goes to Hollywood. Publicada en el Reino Unido por ZTT Records en 1983 fue incluida en el álbum Welcome to the Pleasuredome (1984).
Aunque no tuvo gran éxito en su lanzamiento inicial «Relax» logró alcanzar el número uno del UK Singles Chart el 24 de enero de 1984, llegando a ser finalmente una de las canciones más controvertidas y comercialmente exitosas de la década y de su trayectoria como grupo. El sencillo registró ventas por un total de 1.910.000 copias, solo en el Reino Unido, convirtiéndolo en el séptimo sencillo con más ventas de la historia. Con la publicación del segundo sencillo de Frankie Goes to Hollywood, «Two Tribes», «Relax» registró un descenso en las listas de ventas durante junio de 1984 pero ambas canciones coexistieron durante varias semanas. Y tras su publicación en Estados Unidos, con la subsiguiente buena aceptación en el mercado americano, la popularidad de «Relax» volvió a aumentar. En total permaneció durante 70 semanas en las listas de ventas británicas en dos etapas: inicialmente con su publicación (1984-1985) y posteriormente en 1993 siendo una de las canciones más longevas en permanecer en listas.
La canción obtuvo el premio a mejor sencillo británico en los Brit Awards de 1985.

## Grabación
Trevor Horn, a la sazón confundador y productor de la discográfica ZTT Records, decidió firmar un contrato con Frankie Goes to Hollywood después de verles actuar en el programa de televisión The Tube que se emitía en Channel 4, donde el grupo tocó una primera versión de «Relax». Horn describió la versión original de la canción "más un jingle que una canción" pero prefirió trabajar con canciones que no estuvieran concluidas de una manera profesional para poder "arreglarlas" a su propio estilo.
Una vez que la banda fichó por el sello el cofundador de ZTT, Paul Morley, diseñó una agresiva campaña de marketing con el objetivo de "asaltar estratégicamente el pop". Morley optó por destacar algunas temáticas (como "sexo, guerra y religión") en los sencillos de la banda como aspectos impactantes que darían conocimiento y popularidad al grupo. De este modo «Relax» sería la primera de la canciones con este concepto. Para ello, y con la intención de impactar de una manera provocativa, enfatizó la condición homosexual de los miembros fundadores de Frankie Goes to Hollywood Holly Johnson y Paul Rutherford tanto en los videoclips musicales como en el diseño artístico de las grabaciones.
Horn, con una conocida búsqueda de la perfección, dominó la grabación de «Relax». La banda, intimidada por su reputación, confesaron posteriormente que se encontraban nerviosos para hacer sugerencias al productor sobre su trabajo. Johnson dijo en su autobiografía, "Hicimos todo lo que nos propuso Horn". Pero al tratar de hacer una grabación con la banda completa el resultado final, según Horn, fue insatisfactorio. Por ello decidió contratar los servicios de músicos profesionales como Ian Dury de Ian Dury & the Blockheads para regrabarla. Sin embargo el resultado final tampoco fue considerado positivo dado que "no sonaba suficientemente moderno". 
Finalmente Horn decidió reorientar la canción hacia un campo más electrónico contratando al teclista y músico de estudio Andy Richards y a J. J. Jeczalik de Art of Noise como asistente de programación rítmica. La que resultó ser la versión definitiva fue desarrollada por el productor en su estudio del oeste de Londres mientras la banda se quedaba en Liverpool su ciudad natal. El vocalista principal, Johnson, fue el único miembro de Franki Goes to Hollywood en formar parte de la grabación definitiva: la única contribución de los otros miembros de la banda fue un sample registrado mientras saltaban a una piscina. Horn explicó años después "Mira, «Relax» fue un éxito" y defendió que, a pesar de la ausencia de la banda de la grabación, "Nunca pude haber hecho esa grabación por mi mismo. Aunque la banda no tocó en la grabación el sentimiento entero vino de ellos". En el proceso de grabación el productor destinó 70.000 libras esterlinas únicamente en tiempo de estudio.

## Lanzamiento y controversia
Morley intencionalmente buscó el escándalo con la promoción de «Relax». ZTT comenzó una campaña publicitaria con dos anuncios de cuarto de página en la prensa musical británica. El primer anuncio incluía imágenes de Rutherford vestido con un gorro de marinero y un chaleco de cuero y Johnson con la cabeza rapada y guantes de caucho. Las imágenes fueron acompañadas por la frase "All the nice boys love sea men" ("Todos los buenos muchachos aman a los marineros") y la declaración "Frankie Goes to Hollywood are coming . . . making Duran Duran lick the sperm off their shoes . . . Nineteen inches that must be taken always" ("Frankie Goes to Hollywood están llegando . . . haciendo a Duran Duran lamer el esperma de sus zapatos . . . diecinueve pulgadas que siempre deben ser tomadas"). El segundo anuncio indicaba "Theories of bliss, a history of Liverpool from 1963 to 1983, a guide to Amsterdam bars" ("Teorías de felicidad, una historia de Liverpool desde 1963 a 1983, una guía a los bares de Ámsterdam").
El jueves 5 de enero de 1984 Frankie Goes to Hollywood interpretó «Relax» en el Top of the Pops, uno de los programas musicales de televisión más conocidos de BBC, y en menos de una semana la canción alcanzó el número 6 en la lista de éxitos del Reino Unido. El 11 de enero de 1984 el disc-jockey de BBC Radio 1 Mike Read expresó en antena su disgusto por la portada sugestiva del disco (diseñada por Anne Yvonne Gilbert) y su letra. Él anunció su rechazo a promocionar el disco sin saber que la corporación pública británica ya había decidido que la canción no fuera emitida en ninguno de sus espacios de todas formas. En apoyo de su DJ BBC Radio prohibió el sencillo de sus programas dos días después de la alocución de Read (aunque ciertos programas nocturnos prominentes de la BBC - como los dirigidos por Kid Jensen y John Peel - continuaron emitiendo la canción durante todo 1984).
La entonces vetada «Relax» alcanzó el número dos en las listas de ventas el 17 de enero y el número uno el 24 de enero. Ya entonces la prohibición de la BBC Radio se había extendido también a los programas de televisión, incluido Top of the Pops, el cual en lugar de emitir el videoclip o una actuación en vivo mostró una imagen fija del grupo, antes de emitir una interpretación de otro artista en lugar de la habitual que correspondía al número uno. Esta práctica se mantuvo las cinco semanas en las que la canción estuvo en el número uno. Luego comenzó un lento declive en las listas de éxitos antes de volver a ascender en las listas de ventas, llegando nuevamente al número dos en el Reino Unido durante el verano de 1984, mientras que el segundo sencillo de Frankie Goes to Hollywood, «Two Tribes» también alcanzó el número uno. Al final "Relax" permaneció en las listas de éxitos por un récord de cuarenta y dos semanas consecutivas.
La prohibición se convirtió en una vergüenza para la BBC, especialmente dado a ese comercial radial en el Reino Unido y estaciones de televisión que aún estuvieron tocando la canción. Después en 1984 la prohibición fue suprimida y "Relax" fue incluida en tanto la edición navideña de Top of the Pops y en el resumen de Radio 1 de los sencillos de mejor venta del año.
A través de la controversia de "Relax", la banda continuó públicamente a denegar que las letras de la canción eran sexuales. Sin embargo, en 1984, estuvo claro de que el público estuviera advertido de la naturaleza sexual de la letra, pero el escándalo había energizado ventas de todas formas. En 1985, con el lanzamiento del álbum Welcome to the Pleasuredome (que incluía "Relax"), la banda arrojó cualquier pretensión pública de la letra:

Todo lo que digo son mentiras. Como por ejemplo, cuando la gente pregunta de qué trataba 'Relax', al salir a la venta solíamos fingir que trataba sobre motivación, cuando realmente hablaba de relaciones sexuales
Mark O'Toole libreto del CD de Welcome to the Pleasuredome

La pista fue relanzada en 1993, el primero de una cantidad de sencillos de Frankie Goes to Hollywood en relanzarse en este año. Debutó en un alto número 6 en la lista de éxitos del Reino Unido y llegó al número cinco en la próxima semana.

## Mixes originales de 1983-84
Aunque la versión de 7 pulgadas del sencillo se quedó sin cambios a través de su lanzamiento inicial (un mix generalmente conocido como "Relax (Move)"), discos promocionales de 7 pulgadas incluían un mix sustancialmente diferente de "Relax" (titulado ya sea "The Last Seven inches" o "Warp Mix" debido al hecho de que es una compilación de otras versiones) fueron la materia de un lanzamiento limitado de 1984. Tres remixes principales de 12 pulgadas de "Relax" fueron eventualmente creados por el productor Trevor Horn:
Una de las razones por las que hicimos todos los remixes fue que la versión inicial de 12 pulgadas de 'Relax' contenía algo llamado "The Sex Mix", el cual era 16 minutos de duración e incluso no contenía una canción. Era realmente Holly Johnson atascándose, así como una cantidad de samples del grupo saltando en la piscina de natación y para mí haciendo ruidos disgustantes por caer cosas en baldes de agua! Tuvimos muchas quejas acerca de ello -- particularmente de clubes gay, quienes lo encontraron ofensivo -- que tuvimos que cortarlo por la mitad y reducirlo a ocho minutos, por quitar algo de las partes más ofensivas [esto se convirtió en el "New York Mix"]. Luego tuvimos otra carga de queja, porque la versión del sencillo no estuvo en el disco de 12 pulgadas -- no vi el punto en esto en el tiempo, pero yo estuvo eventualmente puesto acerca de ello.
Horn sancionó que las visitas al club Paradise Garage de Nueva York condujeron a la creación del "Relax (U.S. Mix)" final, el cual últimamente reemplazó a los lanzamientos originales "Sex Mix"/"New York Mix":
Fue sólo cuando fui a este club y escuché el tipo de cosas que estuvieron tocando que realmente entendí acerca de remixes de 12 pulgadas. Aunque por mí mismo había tenido un par de grandes éxitos de 12 pulgadas, nunca escuché de ellas siendo tocadas en un gran sistema de sonido, y entonces yo volví y mezclaron de nuevo 'Relax' y esa era la versión que vendió un par de millones por aquí [en el Reino Unido].
La versión original de 12 pulgadas de "Relax", etiquetada como "Sex Mix", corría por más de 16 minutos, y es en general como descrita por Horn arriba. El subsecuente "New York Mix" fue una edición de 8 minutos de adición del "Sex Mix", y sólo puede distinguirse por tener 12ISZTAS1 grabado en el vinilo. El mix final de 12 pulgadas, sin contener elementos de las versiones precedentes, fue designado el "U.S. Mix", y corre por aproximadamente 7:20. Este era la más comúnmente disponible versión de 12 pulgadas de "Relax" durante su éxito mundial en las listas de éxitos de 1984.
El cassette single del Reino Unido incluía como la pista homónima una amalgama único de extractos del "Sex Mix", "U.S. Mix", "Move" y una versión instrumental de "Move".
Desde que virtualmente todos los sencillos de 12 pulgadas de "Relax" en el Reino Unido fueron etiquetados "Sex Mix", un método de diferenciar entre las versiones por referencia a los números de matriz del disco necesariamente se convirtieron de rigueur para coleccionistas de lanzamientos de Frankie Goes to Hollywood (y últimamente coleccionistas de ZTT Records en general).
"Relax (Come Fighting)" fue la versión de la canción incluida en el álbum Welcome to the Pleasuredome. Esta es ostensiblemente una variante del "Move" mix de 7 pulgadas, pero fácilmente distinguible de él en muchas maneras, de las cuales la más obvia es el fade-in (virtualmente sin fade-in y la voz es siempre central en la pista del álbum), más un prominente reverberado sonido de patada de batería durante la introducción y tercer coro cantado (completamente ausente de la versión del álbum). La versión "Come Fighting" también se comparte con el posterior relanzamiento "1993 Classic Mix" (el cual es idéntico a la versión del álbum ) un cierto brillo de posproducción (separación más grande de partes estéreo, usos más estratégicos de revereración, etc.) que está ausente del original mix del sencillo de 7 pulgadas.
La emisión original de Relax en The Tube, antes de que la banda firmara por ZTT, incluía otro verso que fue editado de todas las versiones lanzadas, "In heaven everything is fine, you've got yours and I've got mine" ("En el cielo todo está bien, tú tienes la tuya y yo tengo la mía"), presuntamente como fue tomado directamente de la película de David Lynch Eraserhead.

## Lados B
La edición de 7 pulgadas incluía "One September Monday", una entrevista con Paul Morley de ZTT, Holly Johnson y Paul Rutherford. Durante la entrevista, Holly reveló que el nombre del grupo se derivó de una página de la revista New Yorker, titulada "Frankie Goes to Hollywood" ("Frankie va a Hollywood") e incluyendo a Frank Sinatra "siendo acosado para adolescentes".
En todos los lanzamientos originales de 12 pulgadas, el lado B incluía un cover de "Ferry 'Cross the Mersey", seguido por un brever diálogo involucrando a Rutherford intentando firmar, y una versión a capella del coro de la pista homónima, siguiendo en una versión instrumental de "Relax", conocida como "From Soft to Hard". "From Soft to Hard" tiene la misma estructura que el "Move" mix de 7 pulgadas, pero no es simplemente un instrumental de este mix.
El cassette sencillo del Reino Unido incluía "Ferry 'Cross the Mersey" y secciones de entrevista no incluidas en "One September Monday".

## Vídeos
El primer video oficial de "Relax", dirigido por Bernard Rose el cual fue ambientado en un club nocturno gay de tema S&M, fue supuestamente prohibido por MTV y la BBC, conduciendo a la grabación de un segundo video, dirigido por Godley and Creme a principios de 1984, incluyendo al grupo tocando con la ayuda de "rayos láser". Sin embargo, después de que el segundo video fue hecho la canción fue completamente prohibida por la BBC, queriendo decir que ninguno de los dos videos fueron alguna vez emitidos en cualquier programa musical de la BBC.
En adición, una versión incluyendo escenas de la película de Brian De Palma Body Double así como una versión en vivo, dirigida por David Mallet, también hizo un recorrido por MTV.

## Listas de canciones
- Toda la información discográfica pertenece sólo a lanzamientos originales en el Reino Unido a menos donde esté indicado
- "Relax" escrita por Peter Gill/Johnson/Mark O'Toole.
- "One September Monday" acreditada a Gill/Johnson/Morley/Brian Nash/O'Toole/Rutherford.
- "Ferry 'Cross the Mersey" escrita por Gerry Marsden.

### 7": ZTT / ZTAS 1 (UK)
1. «Relax» (move) - 3:52
2. «One September Monday» - 4:47

- también lanzado como una foto del disco bb(P ZTAS 1).

### 12": ZTT  / 12 ZTAS 1
1. «Relax» (sex mix) (16:24)
2. «Ferry 'Cross the Mersey» - 4:03
3. «Relax» (from soft to hard) - 4:21

también lanzado como una foto del disco de 12 pulgadas de 3 pistas incluyendo: (Sex Mix,) (Ferry 'Cross the Mersey,) (From Soft to Hard) - (12PZTAS1).

### 12": ZTT / 12ISZTAS 1
1. «Relax» (New York mix) (8:20)
2. «Ferry 'Cross the Mersey» - 4:03
3. «Relax» (from soft to hard) - 4:21

- New York mix is an edit of "Sex mix"

### 12": ZTT / 12 ZTAS 1   & CD MAXI: ZTT 651096
1. «Relax» (U.S. mix) - 7:20
2. «Ferry 'Cross the Mersey» - 4:03
3. «Relax» (from soft to hard) - 4:21

### 12": ZTT / 200 068-6
1. «Relax» (Disco mix) (6:15)
2. «Ferry 'Cross the Mersey» - 4:03
3. «Relax» (from soft to hard) - 4:21

- "Disco mix" (aka "The Greek Disco Mix") es una combinación de "Relax (move)" y el "New York Mix".

### 12": Island / 0-96975
1. «Relax» (U.S. mix) - 7:20
2. «Relax» (move) - 3:52
3. «Relax» (from soft to hard) - 4:21

- "U.S. Mix" etiquetado como "Long version".
- "Move" etiquetado como "7" Version".
- "from soft to hard" etiquetado como "Instrumental".
- también lanzado en MC en Canadá (Island / ISC-69750).

### MC: ZTT / CTIS 102
- "From Soft To Hard - From Dry To Moist"

1. "The Party Trick" (acting dumb) - 0:36
2. "The Special Act" (adapted from the sex mix) -7:46
3. "The US Mix" (come dancing) - 4:38
4. "The Single" (the act) - 3:55
5. "Later On" (from One September Monday) - 1:36
6. "Ferry Across The Mersey (...and here I'll stay)" - 4:06

## Posiciones en la lista de éxitos
| Listas (1983/1984)        | Posición |
| ------------------------- | -------- |
| UK Singles Chart          | 1        |
| German Singles Charts     | 1        |
| Italian Singles Charts    | 1        |
| Swiss Singles Chart       | 1        |
| Norwegian Singles Chart   | 2        |
| Austrian Singles Chart    | 4        |
| Swedish Singles Chart     | 4        |
| Billboard Hot 100         | 10       |
| French Singles Chart      | 21       |
| Australian Singles Chart  | 5        |
| New Zealand Singles Chart | 10       |

## Relanzamientos
La pista homónima has sido relanzada periódicamente como un sencillo en un número de formas de remix.

### Relanzamientos de 1993

#### CD: ZTT / FGTH1CD
1. «Relax» - 3:55
2. «Relax» (MCMXCIII) - 3:42
3. «Relax» (Ollie J. Remix) - 6:38
4. «Relax» (Jam & Spoon Trip-O-Matic Fairy Tale Remix) - 7:52
5. «Relax» (Jam & Spoon HI N-R-G Remix) - 7:55
6. «Relax» (U.S. Mix) - 7:22

#### 2x12": ZTT / SAM 1231
1. «Relax» (Ollie J. Remix) - 6:38
2. «Relax» (Trip-Ship Edit) - 6:12
3. «Relax» (Ollie J's Seven Inches) - 3:30
4. «Relax» (Jam & Spoon HI N-R-G Remix) - 7:55
5. «Relax» (Jam & Spoon Trip-O-Matic Fairy Tale Remix) - 7:52
6. «Relax» (MCMXCIII) - 3:42

- UK 12" promo

### Relanzamiento de 2001

#### CD MAXI REP 8027
1. «Relax» 4:11 (original sencillo lado A)
2. «One September Monday» 4:50 (original single B side)
3. «Ferry Cross The Mersey» 4:06 (original 12inch B side)
4. «Relax MCMXIII» 3:43
5. «Relax» 4:07 [enhanced section](original video)

#### CD: Star 69 / STARCD 520 (US)
1. «Relax» (Peter Rauhofer's Doomsday Radio Mix) - 3:45
2. «Relax» (Peter Rauhofer's Doomsday Club Mix) - 9:47
3. «Relax» (Saeed & Palash Addictive Journey) - 11:16
4. «Relax» (Coldcut Remix) - 4:59
5. «Relax» (Peter Rauhofer's Doomsday Dub) - 6:27
6. «Relax» (Original New York 12" Mix) - 7:31
7. «Relax» (Original Radio Mix) - 3:54

## Versiones
- Powerman 5000 la versionó con Danny Boy para la banda sonora de la película Zoolander.
- Brooklyn Bounce la versionó para su álbum de 1997 The Beginning.
- Bloodhound Gang la sampleó en su canción «Mope».
- The Dandy Warhols la versionó para su álbum de 2004 Come On Feel the Dandy Warhols.
- One-Way Mirror la versionó en su álbum de 2008 One-Way Mirror.

## En la cultura popular
La canción ha formado parte de las bandas sonoras de varias películas: Body Double (Brian de Palma, 1984), Loca academia de policía (Hugh Wilson, 1984), Zoolander (Ben Stiller, 2001) y The Proposal (Anne Fletcher, 2009).
El videojuego Gran Theft Auto: Vice City Stories (2006) también incluyó «Relax» en su banda sonora.
La aerolínea británica Virgin Atlantic Airways empleó un fragmento en su campaña comercial dirigida a televisión con motivo de los 25 años desde la fundación de la compañía.
También ha aparecido en diferentes producciones para la plataforma de streaming Netflix, incluyendo su uso como tráiler y en las escenas iniciales de la película interactiva Black Mirror: Bandersnatch (David Slade, 2018), y en la banda sonora de la película argentina Corazón loco (Marcos Carnevale, 2020).